# TEM18型柴油机车

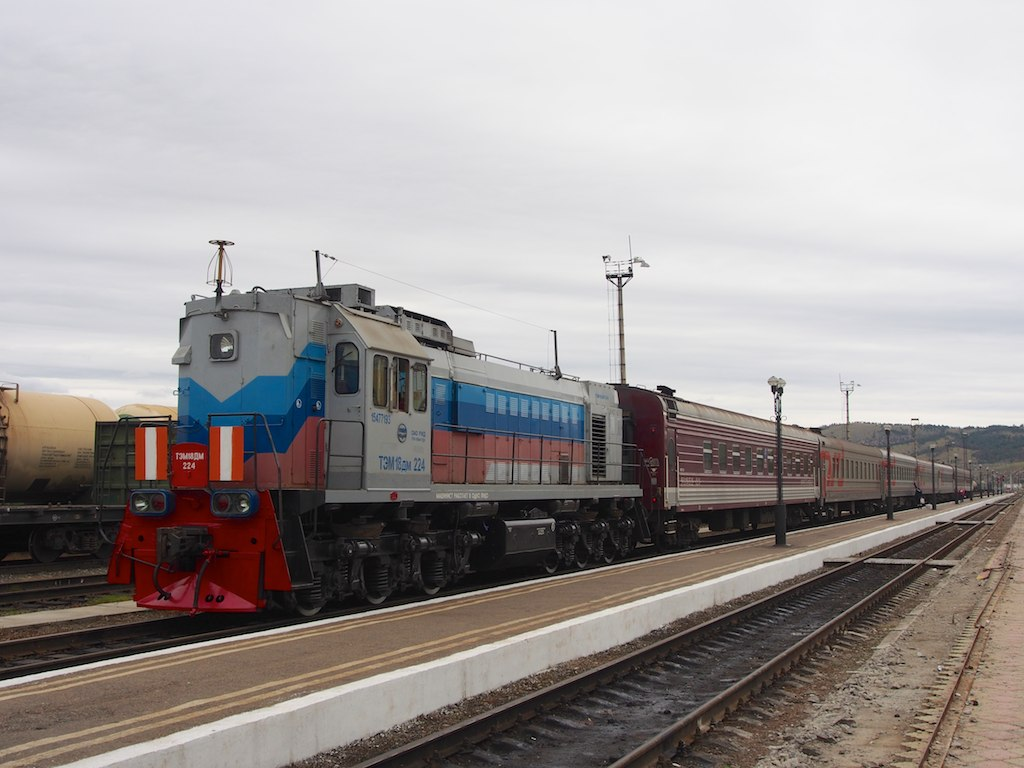
TEM18DM 224号机车牵引俄铁客车（包括K19/20次列车的伊尔库茨克-北京段车厢）

TEM18型柴油机车是由俄罗斯布良斯克机械制造厂设计制造的一种调车用柴油机车，于1992年开始批量生产，适用于铁路干线和工业企业的调车作业。除了俄罗斯国内以外，TEM18型机车也出口至哈萨克斯坦、土库曼斯坦、蒙古国、波兰、几内亚等国。机车装用一台带涡轮增压器的1ПД-1А型柴油机，设有单司机操纵及机车重联功能。目前最新改进型为TEM18DM型（ТЭМ18ДМ）。